# Pentax K-7
Pentax K-7 — цифровой однообъективный зеркальный фотоаппарат фирмы Hoya Corporation Pentax Imaging Systems Division. Анонсирован 20 мая 2009 года и позиционируется компанией как камера профессионального класса. Камера оснащена пылевлагонепроницаемым корпусом из магниевого сплава. По сравнению с предшественницей K20D в камере были усовершенствованы: модуль автофокуса, встроенная система стабилизации, видоискатель, затвор, функция непрерывной съёмки, система замера экспозиции. Сама камера, по сравнению с предшественницей, стала меньше и легче. Добавились: видеозапись, алгоритм расширения динамического диапазона, автоматическая коррекция горизонта и электронный уровень. Заявлена работоспособность при температурах до −10 °C. С камерой поставляются кит-объективы в пылевлагозащитном исполнении («WR»). Производитель позиционирует камеру как самую компактную в своем классе.
Камера выпускается, в основном, в чёрном исполнении, однако существует ограниченный тираж камер с отделкой «Limited Silver» (серый с серебристым).
По состоянию на февраль 2011 года, на официальном сайте pentax.ru камера указана среди снятых с производства.

## Особенности модели
- Традиционный для Pentax стабилизатор изображения на основе сдвига матрицы. Совместим с любыми (в том числе резьбовыми) объективами.
- Встроенный электронный уровень (помогает избежать снимков с наклонным горизонтом).
- Запись видео со звуком с разрешением HDTV, 30 кадров/с.
- Выдержка синхронизации — 1/180 с.
- Ресурс затвора — 100 000 срабатываний[4].
- Лампа подсветки автофокуса (впервые для торговой марки).